# Agent de viscosité
 (novembre 2023).
Si vous disposez d'ouvrages ou d'articles de référence ou si vous connaissez des sites web de qualité traitant du thème abordé ici, merci de compléter l'article en donnant les références utiles à sa vérifiabilité et en les liant à la section « Notes et références ».
Un agent de viscosité est un produit soluble dans l’eau qui en augmente la viscosité. Les agents de viscosité sont composés de molécules de longues chaînes de polymères qui adhérent à la périphérie des molécules d’eau et adsorbent une partie de cette eau. Les fonctions secondaires de ces agents sont très différentes selon le type d’agent de viscosité employé (Kawai, 1987).
Dans la classification donnée par Kawai (1987), les agents de viscosité se divisent comme suit :
1. les polymères naturels, incluant l’amidon, les protéines de plantes, la gomme welan et toutes les autres gommes naturelles ;
2. les polymères semi synthétiques, comme les amidons décomposés et leurs dérivés, les éthers de cellulose comme l'hydroxypropyl méthyl cellulose (HPMC), l'hydroxyde éthyle cellulose (HEC), et le carboxyle méthyle cellulose (CMC) ;
3. les polymères synthétiques, principalement les polyéthers (polyéthylène glycol), les polyacrylamides, et ceux basé sur le vinyle (Alcool polyvinylique).

Les agents de viscosité les plus utilisés dans les formulations de béton autoplaçant au Canada sont soit à base de polysaccharides comme la gomme welan, soit des dérivés des éthers de cellulose (HPMC).